# باب‌اسفنجی شلوارمکعبی (موزیکال)
باب‌اسفنجی شلوارمکعبی: موزیکال برادوی (در ابتدا عنوانش موزیکال باب‌اسفنجی بود، که بعداً همین نام برای تور ملی گذاشته شد) یک تئاتر موزیکال، با هماهنگی و کارگردانی تینا لاندائو با ترانه‌های هنرمندان مختلف و کتابی از کایل جارو است. این نمایش بر اساس سریال تلویزیونی انیمیشنی نیکلودئون ، باب‌اسفنجی شلوارمکعبی ساخته شده است و در ژوئن سال ۲۰۱۶ در تئاتر شرقی در شیکاگو به نمایش گذاشته شد. این موزیکال در دسامبر ۲۰۱۷ در برادوی در تئاتر پالاس اجرا شد.
موزیکال با تحسین منتقدان همراه بود. با نامزدی دوازده جایزه تونی، هفتاد و دومین دوره جوایز تونی این نمایش با میانگین دختران را برای بیشترین نامزدی در ۲۰۱۸ در اعلام کرده است.
این نمایش در تاریخ ۱۶ سپتامبر ۲۰۱۸ در کاخ تئاتر بسته شد. در زمان بسته شدن، ۲۹ پیش نمایش و ۳۲۷ اجرای منظم بازی کرده بود. تور آمریکای شمالی از ۲۲ سپتامبر ۲۰۱۹ در تئاتر پروکتورز در اسکنکندی، نیویورک آغاز شده است.